# سکاوکا (استان اشوی‌داشکسیه)
سکاوکا (به لهستانی: Skałka) یک منطقهٔ مسکونی در لهستان است که در گمینا پیکوشوو واقع شده‌است. سکاوکا ۲۴۰ نفر جمعیت دارد.